# Tibor Berczelly
Tibor Berczelly (Rákospalota, 3 gennaio 1912 – Budapest, 15 ottobre 1990) è stato uno schermidore ungherese, vincitore di tre medaglie d'oro e due di bronzo nella scherma ai giochi olimpici.